# Elatostema penninerve
Elatostema penninerve är en nässelväxtart som beskrevs av H. Schröter. Elatostema penninerve ingår i släktet Elatostema och familjen nässelväxter. Inga underarter finns listade i Catalogue of Life.